# Elecciones municipales de 1987 en Madrid
Las elecciones municipales de 1987 se celebraron en Madrid el miércoles 10 de junio, de acuerdo con el Real Decreto de convocatoria de elecciones locales en España dispuesto el 13 de abril de 1987 y publicado en el Boletín Oficial del Estado el día 14 de abril. Se eligieron los 55 concejales del pleno del Ayuntamiento de Madrid a través de un sistema proporcional (método d'Hondt), con listas cerradas y un umbral electoral del 5 %.

## Resultados
La candidatura del Partido Socialista Obrero Español (PSOE) encabezada por el alcalde Juan Barranco obtuvo una mayoría simple (24 concejales con un mínimo para la mayoría absoluta de 28). La candidatura de la Federación de Partidos de Alianza Popular, encabezada por José María Álvarez del Manzano, obtuvo 20 concejales. Las otras dos candidaturas que obtuvieron representación en el pleno municipal fueron la del Centro Democrático y Social (liderada por Agustín Rodríguez Sahagún) y la de Izquierda Unida (liderada por Ramón Tamames), con 8 y 3 concejales, respectivamente. Los resultados completos se detallan a continuación:
| Candidatura                                                     | Candidatura                                                     | Votos     | %                               | Concejales                      |
| --------------------------------------------------------------- | --------------------------------------------------------------- | --------- | ------------------------------- | ------------------------------- |
|                                                                 | Partido Socialista Obrero Español (PSOE)                        | 666 199   | 40,47                           | 24                              |
|                                                                 | Federación de Partidos de Alianza Popular (AP)                  | 555 599   | 33,76                           | 20                              |
|                                                                 | Centro Democrático y Social (CDS)                               | 247 773   | 15,05                           | 8                               |
|                                                                 | Izquierda Unida (IU)                                            | 100 514   | 6,11                            | 3                               |
| Partido de los Trabajadores de España-Unidad Comunista (PTE-UC) | Partido de los Trabajadores de España-Unidad Comunista (PTE-UC) | 25 059    | 1,52                            | 0                               |
| Los Verdes (EV)                                                 | Los Verdes (EV)                                                 | 11 129    | 0,68                            | 0                               |
| Confederación de los Verdes                                     | Confederación de los Verdes                                     | 4858      | 0,30                            | 0                               |
| Falange Española de las JONS (FE de las JONS)                   | Falange Española de las JONS (FE de las JONS)                   | 4592      | 0,28                            | 0                               |
| Partido Demócrata Popular (PDP)                                 | Partido Demócrata Popular (PDP)                                 | 3737      | 0,23                            | 0                               |
| Plataforma Humanista                                            | Plataforma Humanista                                            | 2475      | 0,15                            | 0                               |
| Juntas Españolas                                                | Juntas Españolas                                                | 2362      | 0,14                            | 0                               |
| Unidad Popular Republicana (UPR)                                | Unidad Popular Republicana (UPR)                                | 1248      | 0,08                            | 0                               |
| Partido Obrero Revolucionario de España (PORE)                  | Partido Obrero Revolucionario de España (PORE)                  | 1219      | 0,07                            | 0                               |
| Liga Obrera Comunista (LOC)                                     | Liga Obrera Comunista (LOC)                                     | 1164      | 0,07                            | 0                               |
| Partido Obrero Socialista Internacionalista (POSI)              | Partido Obrero Socialista Internacionalista (POSI)              | 1083      | 0,07                            | 0                               |
| Votos en blanco                                                 | Votos en blanco                                                 | 16 972    | 1,03                            | n/a                             |
| Votos válidos                                                   | Votos válidos                                                   | 1 645 973 | 100,00                          | 55                              |
| Votos nulos                                                     | Votos nulos                                                     | 18 607    | Participación: \| \| 70,06 % \| | Participación: \| \| 70,06 % \| |
| Votantes                                                        | Votantes                                                        | 1 664 580 | Participación: \| \| 70,06 % \| | Participación: \| \| 70,06 % \| |
| Electores                                                       | Electores                                                       | 2 376 010 | Participación: \| \| 70,06 % \| | Participación: \| \| 70,06 % \| |
|                                                                 | 70,06 %                                                         |           |                                 |                                 |

## Concejales electos
Relación de concejales electos:

Partido más votado por distrito (con un escrutinio del 98,91 %):
Partido Socialista Obrero Español
Alianza Popular

| N.º | Nombre                                            | Lista | Lista |
| --- | ------------------------------------------------- | ----- | ----- |
| 1   | Juan Antonio Barranco Gallardo                    |       | PSOE  |
| 2   | José María Álvarez del Manzano y López del Hierro |       | AP    |
| 3   | Luis Larroque Allende                             |       | PSOE  |
| 4   | Carlos López Collado                              |       | AP    |
| 5   | Agustín Rodríguez Sahagún                         |       | CDS   |
| 6   | Emilio García Horcajo                             |       | PSOE  |
| 7   | Carmen Díaz Marés                                 |       | AP    |
| 8   | Jesús Espelosín Atienza                           |       | PSOE  |
| 9   | Esperanza Aguirre Gil de Biedma                   |       | AP    |
| 10  | María del Pilar Fernández Rodríguez               |       | PSOE  |
| 11  | Francisco Javier Soto Carmona                     |       | CDS   |
| 12  | Simón Viñals Pérez                                |       | AP    |
| 13  | Saturnino Zapata Llerena                          |       | PSOE  |
| 14  | Ramón Tamames Gómez                               |       | IU    |
| 15  | José María de la Riva Amez                        |       | PSOE  |
| 16  | Enrique Villoria Martínez                         |       | AP    |
| 17  | Alfredo Tejero Casajús                            |       | PSOE  |
| 18  | José Luis Garro Carballo                          |       | CDS   |
| 19  | Luis María Huete Morillo                          |       | AP    |
| 20  | María Dolores García-Hierro Caraballo             |       | PSOE  |
| 21  | Alejandro Muñoz Revenga                           |       | AP    |
| 22  | Valentín Medel Ortega                             |       | PSOE  |
| 23  | Femando Bocanegra Morales                         |       | CDS   |
| 24  | José Ignacio Echevarría Echániz                   |       | AP    |
| 25  | Manuel Ortuño Martínez                            |       | PSOE  |
| 26  | Manuel Martínez-Blanco Megía                      |       | AP    |
| 27  | Ramón Herrero Marín                               |       | PSOE  |
| 28  | Eugenio Morales Tomillo                           |       | PSOE  |
| 29  | Vicente Díez Zazo                                 |       | AP    |
| 30  | Francisco Herrera de Elera                        |       | IU    |
| 31  | Eduardo Larraz Riesgo                             |       | CDS   |
| 32  | Joaquín García Pontes                             |       | PSOE  |
| 33  | Miguel Martín Vela                                |       | AP    |
| 34  | Leandro Crespo Valera                             |       | PSOE  |
| 35  | Luis Álvarez López                                |       | AP    |
| 36  | María del Pilar García Sacristán                  |       | PSOE  |
| 37  | Carlos María Martínez Serrano                     |       | CDS   |
| 38  | José Gabriel Astudillo López                      |       | AP    |
| 39  | María del Pilar García Peña                       |       | PSOE  |
| 40  | Ricardo Peydró Blázquez                           |       | AP    |
| 41  | Francisco Garrido Hernández                       |       | PSOE  |
| 42  | Joaquín Carlos Álvarez de Toledo Saavedra         |       | CDS   |
| 43  | Jorge Tinas Gálvez                                |       | PSOE  |
| 44  | Clemente Torres Palomo                            |       | AP    |
| 45  | Félix López-Rey Gómez                             |       | IU    |
| 46  | Ginés Meléndez González                           |       | PSOE  |
| 47  | Ángel Matanzo España                              |       | AP    |
| 48  | Francisco Contreras Lorenzo                       |       | PSOE  |
| 49  | Manuel Martínez Parrondo                          |       | CDS   |
| 50  | Elena Alejandra de Utrilla Palombi                |       | AP    |
| 51  | Castor Iglesias Sanzo                             |       | PSOE  |
| 52  | Pedro Bernardo Ortiz Castaño                      |       | AP    |
| 53  | Victorino Granizo Fernández                       |       | PSOE  |
| 54  | Miguel Cantos Hernández                           |       | AP    |
| 55  | Francisco José Jiménez Martín                     |       | PSOE  |

## Investidura del alcalde
En la votación de investidura del alcalde celebrada el 30 de junio de 1987 el alcalde saliente Juan Barranco (PSOE) resultó elegido alcalde de Madrid con una mayoría simple de los votos de los concejales (24 votos); José María Álvarez del Manzano (Alianza Popular) recibió 20 y Agustín Rodríguez Sahagún 8.
El 29 de junio de 1989, prosperó una moción de censura presentada por el PP y CDS, siendo elegido Agustín Rogríguez Sahagún nuevo alcalde.